# Nationalliga A w piłce siatkowej mężczyzn (2021/2022)
Nationalliga A w piłce siatkowej mężczyzn 2021/2022 − 66. sezon mistrzostw Szwajcarii w piłce siatkowej zorganizowany przez Swiss Volley. Zainaugurowany został 2 października 2021 roku i trwał do 13 kwietnia 2022 roku.
W Nationalliga A w sezonie 2021/2022 uczestniczyło 7 drużyn. Po zakończeniu sezonu 2020/2021 z rozgrywek wycofał się klub Traktor Basel. Rozgrywki składały się z fazy zasadniczej, fazy play-off oraz meczów o miejsca 5-7. Faza play-off obejmowała półfinały, mecze o 3. miejsce i finały.
Mistrzem Szwajcarii po raz piąty został klub Lindaren Volley Amriswil, który w finałach fazy play-off pokonał Chênois Genève Volleyball. Trzecie miejsce zajął Volley Schönenwerd.
W sezonie 2021/2022 w eliminacjach Ligi Mistrzów Szwajcarię reprezentował klub Lindaren Volley Amriswil, w Pucharze CEV – Chênois Genève Volleyball i TSV Jona Volleyball, natomiast w Pucharze Challenge – Volley Schönenwerd i Lausanne UC.

## System rozgrywek
Nationalliga A w sezonie 2021/2022 składała się z fazy zasadniczej, fazy play-off oraz meczów o miejsca 5-7.

### Faza zasadnicza
W fazie zasadniczej 7 drużyn rozegrało ze sobą po trzy spotkania. Cztery najlepsze drużyny awansowały do półfinałów fazy play-off, natomiast pozostałe zespoły rywalizowały o miejsca 5-8.

### Faza play-off
Faza play-off składała się z półfinałów, meczów o 3. miejsce i finałów.
Pary półfinałowe powstały na podstawie miejsc zajętych przez poszczególne drużyny w fazie zasadniczej według klucza: 1-4; 2-3. Zwycięzcy w parach półfinałowych walczyli w finałach fazy play-off o mistrzostwo Szwajcarii, natomiast przegrani grali o 3. miejsce.
Rywalizacja w półfinałach i finałach toczyła się do trzech zwycięstw ze zmianą gospodarza po każdym meczu. Gospodarzem pierwszego spotkania była drużyna, która w fazie zasadniczej zajęła wyższe miejsce.
O 3. miejsce zespoły grały do dwóch zwycięstw ze zmianą gospodarza po każdym meczu. Gospodarzem pierwszego spotkania była drużyna, która w fazie zasadniczej zajęła wyższe miejsce.

### Mecze o miejsca 5-7
Drużyny, które w fazie zasadniczej zajęły miejsca 5-7, rozgrywały między sobą po dwa mecze systemem kołowym (mecz u siebie i rewanż na wyjeździe). Po rozegraniu wszystkich spotkań zostały sklasyfikowane na miejscach 5-7 na podstawie miejsca w tabeli. Do tabeli nie były wliczane wyniki meczów rozegranych w fazie zasadniczej.

## Drużyny uczestniczące
| | Nationalliga A 2021/2022  |   |        |
| --- | ------------------------- | - | ------ |
| CHÊ | Chênois Genève Volleyball | 1 | CEV    |
| AMR | Lindaren Volley Amriswil  | 2 | el. LM |
| SCH | Volley Schönenwerd        | 3 | Ch     |
| LAU | Lausanne UC               | 4 | Ch     |
| JON | TSV Jona Volleyball       | 5 | CEV    |
| NÄF | Biogas Volley Näfels      | 6 |        |
| LUZ | Concordia Volley Luzern   | 7 |        |
| Oznaczenia: - kolumna pierwsza – skróty nazw drużyn wpisane na mapie (jeśli ta została zamieszczona), - kolumna trzecia – miejsce zajęte przez daną drużynę w poprzednim sezonie. |                           |   |        |

Uwaga:
- Traktor Basel wycofał się z Nationalliga A i zgłosił się do Nationalliga B ze względu na problemy finansowe[4].

## Faza zasadnicza

### Tabela wyników
| Gospodarz \ Gość1         | CHÊ | AMR | SCH | LAU | JON | NÄF | LUZ |
| ------------------------- | --- | --- | --- | --- | --- | --- | --- |
| Chênois Genève Volleyball | -   | 2:3 | 3:0 | 3:1 | 1:3 | 3:2 | 3:0 |
| Lindaren Volley Amriswil  | 3:0 | -   | 3:0 | 1:3 | 3:0 | 3:0 | 3:2 |
| Volley Schönenwerd        | 3:2 | 1:3 | -   | 0:3 | 3:0 | 3:0 | 2:3 |
| Lausanne UC               | 1:3 | 1:3 | 3:2 | -   | 3:1 | 3:0 | 3:2 |
| TSV Jona Volleyball       | 0:3 | 1:3 | 1:3 | 3:0 | -   | 2:3 | 3:0 |
| Biogas Volley Näfels      | 0:3 | 2:3 | 1:3 | 3:2 | 3:0 | -   | 3:2 |
| Concordia Volley Luzern   | 3:2 | 0:3 | 0:3 | 1:3 | 3:0 | 3:1 | -   |

| Gospodarz \ Gość1         | CHÊ | AMR | SCH | LAU | JON | NÄF | LUZ |
| ------------------------- | --- | --- | --- | --- | --- | --- | --- |
| Chênois Genève Volleyball | -   | -   | -   | 3:2 | 3:0 | -   | 3:2 |
| Lindaren Volley Amriswil  | 1:3 | -   | -   | -   | 3:2 | 3:0 | -   |
| Volley Schönenwerd        | 3:2 | 1:3 | -   | -   | -   | 3:0 | -   |
| Lausanne UC               | -   | 3:1 | 3:2 | -   | -   | -   | 2:3 |
| TSV Jona Volleyball       | -   | -   | 0:3 | 2:3 | -   | 0:3 | -   |
| Biogas Volley Näfels      | 3:0 | -   | -   | 3:1 | -   | -   | 1:3 |
| Concordia Volley Luzern   | -   | 3:2 | 1:3 | -   | 3:1 | -   | -   |

Źródło: Swiss Volley (niem.)
1 Drużyna gospodarzy jest wymieniona po lewej stronie tabeli.
Kolory:
  zwycięstwo gospodarzy 3:0 lub 3:1
  zwycięstwo gospodarzy 3:2
  zwycięstwo gości 3:0 lub 3:1
  zwycięstwo gości 3:2

### Tabela
| Lp. | Drużyna                   | Pkt | Mecze | Mecze | Mecze | Rodzaj wyniku | Rodzaj wyniku | Rodzaj wyniku | Rodzaj wyniku | Rodzaj wyniku | Rodzaj wyniku | Sety | Sety | Sety  | Małe punkty | Małe punkty | Małe punkty |
| Lp. | Drużyna                   | Pkt | M     | W     | P     | 3:0           | 3:1           | 3:2           | 2:3           | 1:3           | 0:3           | wyg. | prz. | stos. | zdob.       | str.        | stos.       |
| --- | ------------------------- | --- | ----- | ----- | ----- | ------------- | ------------- | ------------- | ------------- | ------------- | ------------- | ---- | ---- | ----- | ----------- | ----------- | ----------- |
| 1   | Lindaren Volley Amriswil  | 39  | 18    | 14    | 4     | 6             | 4             | 4             | 1             | 3             | 0             | 47   | 24   | 1.96  | 1665        | 1492        | 1.12        |
| 2   | Chênois Genève Volleyball | 34  | 18    | 11    | 7     | 5             | 3             | 3             | 4             | 1             | 2             | 42   | 30   | 1.4   | 1632        | 1539        | 1.06        |
| 3   | Volley Schönenwerd        | 31  | 18    | 10    | 8     | 5             | 3             | 2             | 3             | 2             | 3             | 38   | 31   | 1.23  | 1550        | 1515        | 1.02        |
| 4   | Lausanne UC               | 29  | 18    | 10    | 8     | 2             | 4             | 4             | 3             | 4             | 1             | 40   | 36   | 1.11  | 1700        | 1726        | 0.98        |
| 5   | Concordia Volley Luzern   | 24  | 18    | 8     | 10    | 1             | 3             | 4             | 4             | 2             | 4             | 34   | 41   | 0.83  | 1629        | 1688        | 0.97        |
| 6   | Biogas Volley Näfels      | 20  | 18    | 7     | 11    | 3             | 1             | 3             | 2             | 3             | 6             | 28   | 40   | 0.7   | 1467        | 1482        | 0.99        |
| 7   | TSV Jona Volleyball       | 12  | 18    | 3     | 15    | 2             | 1             | 0             | 3             | 4             | 8             | 19   | 46   | 0.41  | 1326        | 1527        | 0.87        |

Źródło: Swiss Volley (niem.)
Punktacja: 3:0 i 3:1 – 3 pkt; 3:2 – 2 pkt; 2:3 – 1 pkt; 1:3 i 0:3 – 0 pkt
Zasady ustalania kolejności: 1. liczba punktów; 2. liczba zwycięstw; 3. stosunek setów; 4. stosunek małych punktów; 5. bilans w bezpośrednich meczach
     Faza play-off
     Mecze o miejsca 5-7

## Faza play-off

### Drabinka
|  |           |                           |                    |                           |           |           |                    |   |                          |        |        |        |        |        |        |        |
|  | Półfinały | Półfinały                 | Półfinały          | Półfinały                 | Półfinały | Półfinały | Półfinały          |   |                          | Finały | Finały | Finały | Finały | Finały | Finały | Finały |
|  | Półfinały | Półfinały                 | Półfinały          | Półfinały                 | Półfinały | Półfinały | Półfinały          |   |                          | Finały | Finały | Finały | Finały | Finały | Finały | Finały |
|  |           |                           |                    |                           |           |           |                    |   |                          |        |        |        |        |        |        |        |
|  |           |                           |                    |                           |           |           |                    |   |                          |        |        |        |        |        |        |        |
|  | 1         | Lindaren Volley Amriswil  | 3                  | 3                         | 3         |           |                    |   |                          |        |        |        |        |        |        |        |
|  | 1         | Lindaren Volley Amriswil  | 3                  | 3                         | 3         |           |                    |   |                          |        |        |        |        |        |        |        |
|  | 4         | Lausanne UC               | 1                  | 0                         | 0         |           |                    |   |                          |        |        |        |        |        |        |        |
|  | 4         | Lausanne UC               | 1                  | 0                         | 0         |           |                    | 1 | Lindaren Volley Amriswil | 3      | 3      | 3      |        |        |        |        |
|  |           |                           |                    |                           |           |           |                    | 1 | Lindaren Volley Amriswil | 3      | 3      | 3      |        |        |        |        |
|  |           |                           | 2                  | Chênois Genève Volleyball | 0         | 1         | 0                  |   |                          |        |        |        |        |        |        |        |
|  | 2         | Chênois Genève Volleyball | 2                  | Chênois Genève Volleyball | 0         | 1         | 0                  | 3 | 1                        | 3      | 3      |        |        |        |        |        |
|  | 2         | Chênois Genève Volleyball |                    |                           |           |           |                    |   |                          |        |        |        |        |        |        |        |
|  | 3         | Volley Schönenwerd        | 2                  | 3                         | 2         | 2         |                    |   |                          |        |        |        |        |        |        |        |
|  | 3         | Volley Schönenwerd        | 2                  | 3                         | 2         | 2         | Mecze o 3. miejsce |   |                          |        |        |        |        |        |        |        |
|  |           |                           |                    |                           |           |           |                    |   |                          |        |        |        |        |        |        |        |
|  |           |                           |                    |                           |           |           |                    |   |                          |        |        |        |        |        |        |        |
|  |           |                           |                    |                           |           |           |                    |   |                          |        |        |        |        |        |        |        |
|  | 3         | Volley Schönenwerd        | Volley Schönenwerd | Volley Schönenwerd        | 3         | 0         | 3                  |   |                          |        |        |        |        |        |        |        |
|  | 3         | Volley Schönenwerd        | Volley Schönenwerd | Volley Schönenwerd        | 3         | 0         | 3                  |   |                          |        |        |        |        |        |        |        |
|  | 4         | Lausanne UC               | Lausanne UC        | Lausanne UC               | 1         | 3         | 2                  |   |                          |        |        |        |        |        |        |        |
|  | 4         | Lausanne UC               | Lausanne UC        | Lausanne UC               | 1         | 3         | 2                  |   |                          |        |        |        |        |        |        |        |

### Półfinały
(do trzech zwycięstw)
| Data                          | Godz.                         | Gospodarz                     | Rezultat                                | Gość                      | Widzów                 |
| ----------------------------- | ----------------------------- | ----------------------------- | --------------------------------------- | ------------------------- | ---------------------- |
| Lindaren Volley Amriswil (1)  | Lindaren Volley Amriswil (1)  | Lindaren Volley Amriswil (1)  | 3 – 0                                   | (4) Lausanne UC           | (4) Lausanne UC        |
| 05.03.2022                    | 17:00                         | Lindaren Volley Amriswil      | 3:1 (25:15, 25:14, 26:28, 25:19)        | Lausanne UC               | 643                    |
| 09.03.2022                    | 17:00                         | Lausanne UC                   | 0:3 (24:26, 26:28, 15:25)               | Lindaren Volley Amriswil  | 400                    |
| 12.03.2022                    | 17:00                         | Lindaren Volley Amriswil      | 3:0 (25:22, 25:16, 25:14)               | Lausanne UC               | 601                    |
| Chênois Genève Volleyball (2) | Chênois Genève Volleyball (2) | Chênois Genève Volleyball (2) | 3 – 1                                   | (3) Volley Schönenwerd    | (3) Volley Schönenwerd |
| 05.03.2022                    | 18:00                         | Chênois Genève Volleyball     | 3:2 (25:23, 23:25, 34:32, 18:25, 15:11) | Volley Schönenwerd        |                        |
| 09.03.2022                    | 19:30                         | Volley Schönenwerd            | 3:1 (33:31, 21:25, 25:21, 25:18)        | Chênois Genève Volleyball |                        |
| 12.03.2022                    | 18:00                         | Chênois Genève Volleyball     | 3:2 (25:22, 26:24, 17:25, 21:25, 15:9)  | Volley Schönenwerd        | 300                    |
| 16.03.2022                    | 19:30                         | Volley Schönenwerd            | 2:3 (25:23, 21:25, 17:25, 25:16, 8:15)  | Chênois Genève Volleyball |                        |

### Mecze o 3. miejsce
(do dwóch zwycięstw)
| Data                   | Godz.                  | Gospodarz              | Rezultat                                | Gość               | Widzów          |
| ---------------------- | ---------------------- | ---------------------- | --------------------------------------- | ------------------ | --------------- |
| Volley Schönenwerd (3) | Volley Schönenwerd (3) | Volley Schönenwerd (3) | 2 – 1                                   | (4) Lausanne UC    | (4) Lausanne UC |
| 02.04.2022             | 17:30                  | Volley Schönenwerd     | 3:1 (25:19, 25:23, 25:27, 25:21)        | Lausanne UC        | 400             |
| 09.04.2022             | 17:30                  | Lausanne UC            | 3:0 (25:19, 25:18, 25:18)               | Volley Schönenwerd | 700             |
| 13.04.2022             | 19:30                  | Volley Schönenwerd     | 3:2 (24:26, 25:20, 20:25, 25:18, 15:11) | Lausanne UC        | 500             |

### Finały
(do trzech zwycięstw)
| Data                         | Godz.                        | Gospodarz                    | Rezultat                         | Gość                          | Widzów                        |
| ---------------------------- | ---------------------------- | ---------------------------- | -------------------------------- | ----------------------------- | ----------------------------- |
| Lindaren Volley Amriswil (1) | Lindaren Volley Amriswil (1) | Lindaren Volley Amriswil (1) | 3 – 0                            | (2) Chênois Genève Volleyball | (2) Chênois Genève Volleyball |
| 02.04.2022                   | 17:00                        | Lindaren Volley Amriswil     | 3:0 (25:20, 25:17, 25:20)        | Chênois Genève Volleyball     | 878                           |
| 07.04.2022                   | 19:30                        | Chênois Genève Volleyball    | 1:3 (18:25, 25:23, 13:25, 23:25) | Lindaren Volley Amriswil      |                               |
| 10.04.2022                   | 16:00                        | Lindaren Volley Amriswil     | 3:0 (25:13, 25:21, 25:21)        | Chênois Genève Volleyball     | 1187                          |

## Mecze o miejsca 5-7

### Tabela wyników
| Gospodarz \ Gość1       | LUZ | NÄF | JON |
| ----------------------- | --- | --- | --- |
| Concordia Volley Luzern | -   | 0:3 | 0:3 |
| Biogas Volley Näfels    | 3:1 | -   | 3:0 |
| TSV Jona Volleyball     | 3:1 | 3:2 | -   |

Źródło: Swiss Volley (niem.)
1 Drużyna gospodarzy jest wymieniona po lewej stronie tabeli.
Kolory:
  zwycięstwo gospodarzy 3:0 lub 3:1
  zwycięstwo gospodarzy 3:2
  zwycięstwo gości 3:0 lub 3:1
  zwycięstwo gości 3:2

### Terminarz i wyniki spotkań
| Data       | Godz. | Gospodarz               | Rezultat                                | Gość                    | Widzów |
| ---------- | ----- | ----------------------- | --------------------------------------- | ----------------------- | ------ |
| 05.03.2022 | 18:00 | TSV Jona Volleyball     | 3:1 (25:21, 17:25, 25:22, 25:18)        | Concordia Volley Luzern | 110    |
| 06.03.2022 | 18:30 | Biogas Volley Näfels    | 3:1 (25:23, 25:22, 25:27, 25:21)        | Concordia Volley Luzern | 190    |
| 12.03.2022 | 17:30 | Concordia Volley Luzern | 0:3 (20:25, 21:25, 28:30)               | Biogas Volley Näfels    |        |
| 19.03.2022 | 17:00 | Biogas Volley Näfels    | 3:0 (25:18, 25:16, 25:14)               | TSV Jona Volleyball     | 200    |
| 27.03.2022 | 18:00 | TSV Jona Volleyball     | 3:2 (23:25, 25:16, 25:17, 17:25, 19:17) | Biogas Volley Näfels    | 210    |
| 02.04.2022 | 17:30 | Concordia Volley Luzern | 0:3 (20:25, 21:25, 18:25)               | TSV Jona Volleyball     |        |

### Tabela
| Lp. | Drużyna                 | Pkt | Mecze | Mecze | Mecze | Rodzaj wyniku | Rodzaj wyniku | Rodzaj wyniku | Rodzaj wyniku | Rodzaj wyniku | Rodzaj wyniku | Sety | Sety | Sety  | Małe punkty | Małe punkty | Małe punkty |
| Lp. | Drużyna                 | Pkt | M     | W     | P     | 3:0           | 3:1           | 3:2           | 2:3           | 1:3           | 0:3           | wyg. | prz. | stos. | zdob.       | str.        | stos.       |
| --- | ----------------------- | --- | ----- | ----- | ----- | ------------- | ------------- | ------------- | ------------- | ------------- | ------------- | ---- | ---- | ----- | ----------- | ----------- | ----------- |
| 1   | Biogas Volley Näfels    | 10  | 4     | 3     | 1     | 2             | 1             | 0             | 1             | 0             | 0             | 11   | 4    | 2.75  | 355         | 319         | 1.11        |
| 2   | TSV Jona Volleyball     | 8   | 4     | 3     | 1     | 1             | 1             | 1             | 0             | 0             | 1             | 9    | 6    | 1.5   | 324         | 320         | 1.01        |
| 3   | Concordia Volley Luzern | 0   | 4     | 0     | 4     | 0             | 0             | 0             | 0             | 2             | 2             | 2    | 12   | 0.17  | 307         | 347         | 0.88        |

Źródło: Swiss Volley (niem.)
Punktacja: 3:0 i 3:1 – 3 pkt; 3:2 – 2 pkt; 2:3 – 1 pkt; 1:3 i 0:3 – 0 pkt
Zasady ustalania kolejności: 1. liczba punktów; 2. stosunek setów; 3. stosunek małych punktów; 4. bilans w bezpośrednich meczach

## Klasyfikacja końcowa
| Poz. | Drużyna                   |
| ---- | ------------------------- |
| 1.   | Lindaren Volley Amriswil  |
| 2.   | Chênois Genève Volleyball |
| 3.   | Volley Schönenwerd        |
| 4.   | Lausanne UC               |
| 5.   | Biogas Volley Näfels      |
| 6.   | TSV Jona Volleyball       |
| 7.   | Concordia Volley Luzern   |

     Eliminacje Ligi Mistrzów 2022/2023
     Puchar CEV 2022/2023
     Puchar Challenge 2022/2023